# خوتودابیگا
خوتودابیگا (روسی: Хутудабига) یک رودخانه در سرزمین کراسنویارسک کشور روسیه است.